# 스즈카시역
스즈카시역(일본어: 鈴鹿市駅)은 일본 미에현 스즈카시에 위치한 긴키 닛폰 철도 스즈카 선의 철도역이다. 이 노선의 종착역이며, 역 번호는 L 31이다. 상대식 승강장 2면 2선의 구조를 갖춘 지상역이다.

## 타는 곳
| 1 | L 스즈카 선 | 상행 | 이세와카마쓰 · 나고야 · 오사카 방면 |
| 2 | L 스즈카 선 | 하행 | 히라타초 방면                       |

## 이용 현황
| 연도 | 승차 인원 |
| ---- | --------- |
| 1997 | 2,180     |
| 1998 | 2,088     |
| 1999 | 1,981     |
| 2000 | 1,936     |
| 2001 | 1,894     |
| 2002 | 1,807     |
| 2003 | 1,732     |
| 2004 | 1,733     |
| 2005 | 1,781     |
| 2006 | 1,816     |
| 2007 | 1,836     |
| 2008 | 1,858     |
| 2009 | 1,848     |
| 2010 | 1,815     |
| 2011 | 1,774     |
| 2012 | 1,799     |
| 2013 | 1,789     |
| 2014 | 1,807     |
| 2015 | 1,906     |

## 역 주변
- 스즈카 시청
- 스즈카 세무서
- 쓰 지방 법무국 스즈카 출장소
- 스즈카 시립 도서관

## 역사
- 1925년 12월 20일 : 이세 철도 고베 지선의 개통 때에 개업.
- 1926년 9월 11일 : 사명 변경에 의해 이세 전기 철도의 역이 됨.
- 1936년 9월 15일 : 회사 합병에 의해 산구 급행 철도의 역이 됨. 고베 지선은 이세 고베 선으로 개칭.
- 1941년 3월 15일 : 오사카 전기 궤도와의 회사 합병으로 인해, 간사이 급행 철도의 역이 됨. 이세 고베 선은 고베 선으로 개칭.
- 1944년 6월 1일 : 전시 합병에 의해 간사이 급행 철도가 긴키 닛폰 철도로 개조, 이 회사의 역이 됨.
- 1963년 4월 8일 : 선로 명칭 개정에 의해, 스즈카 선 소속역이 됨.
- 1994년 10월 1일 : 무인화.
- 2007년 4월 1일 : PiTaPa 사용 개시.

## 인접 역
| 긴키 닛폰 철도 스즈카 선     | 긴키 닛폰 철도 스즈카 선 | 긴키 닛폰 철도 스즈카 선   |
| ---------------------------- | ------------------------ | -------------------------- |
| L30 야나기 이세와카마쓰 방면 | L 스즈카 선              | 밋카이치 L32 히라타초 방면 |